# Свидерская культура
Свидерская культура — археологическая культура финального палеолита (IX—VIII тыс. до н. э.) на территории Центральной и Восточной Европы. Представлена стоянками тундровых охотников на северного оленя, которые использовали стрелы с кремнёвыми наконечниками.
Ядром свидерской культуры считается территория России (Калининградская область), востока Польши, запада Литвы и северо-запада Белоруссии. Однако её элементы прослеживаются на сопредельных территориях России (Псковская область) и Украины вплоть до Крыма. Названа по стоянке Свидры-Вельке (пол. Świdry Wielkie) в 20 км к юго-востоку от Варшавы (раскопки Л. Савицкого в 1920-х годах).
Поселения представляли собой временные стоянки на берегах рек, озёр, часто на дюнах. В песке дюн костяные орудия не сохраняются, поэтому свидерский инвентарь представлен только кремнёвыми изделиями: иволистными и черешковыми наконечниками, скребками на пластинах и отщепах, резцами различных форм и так далее.
Свидерская культура синхронна культурам федермессер и аренсбургской. Свидерские традиции прослеживаются на многих памятниках мезолита Польши. Сходные со свидерскими памятники известны в Литве и Белоруссии. В Польше свидерская культура представляет начальный этап обширного верхнепалеолитического мазовшанского цикла, включающего выгляндовскую и плудскую культуры (аллерёд), гулинскую и осницкую культуры (верхний дриас). На западе была связана с культурой Люнгбю. На основе свидерской культуры сформировалась бутовская культура. Исчезновение свидерской культуры связано с климатическими изменениями начала голоцена.
Останки свидерцев никогда не исследовались на ДНК.
На этих территориях сформировалось сосредоточие мезолитических культур. По мнению Е. Г. Калечиц, это объясняется как приледниковой зоной, которой придерживался северный олень, так и наличием сырья для изготовления орудий труда и оружия на территории белорусского Поднепровья, исключительно богатого на легкодоступные залежи кремня.